# Bosque seco ecuatorial

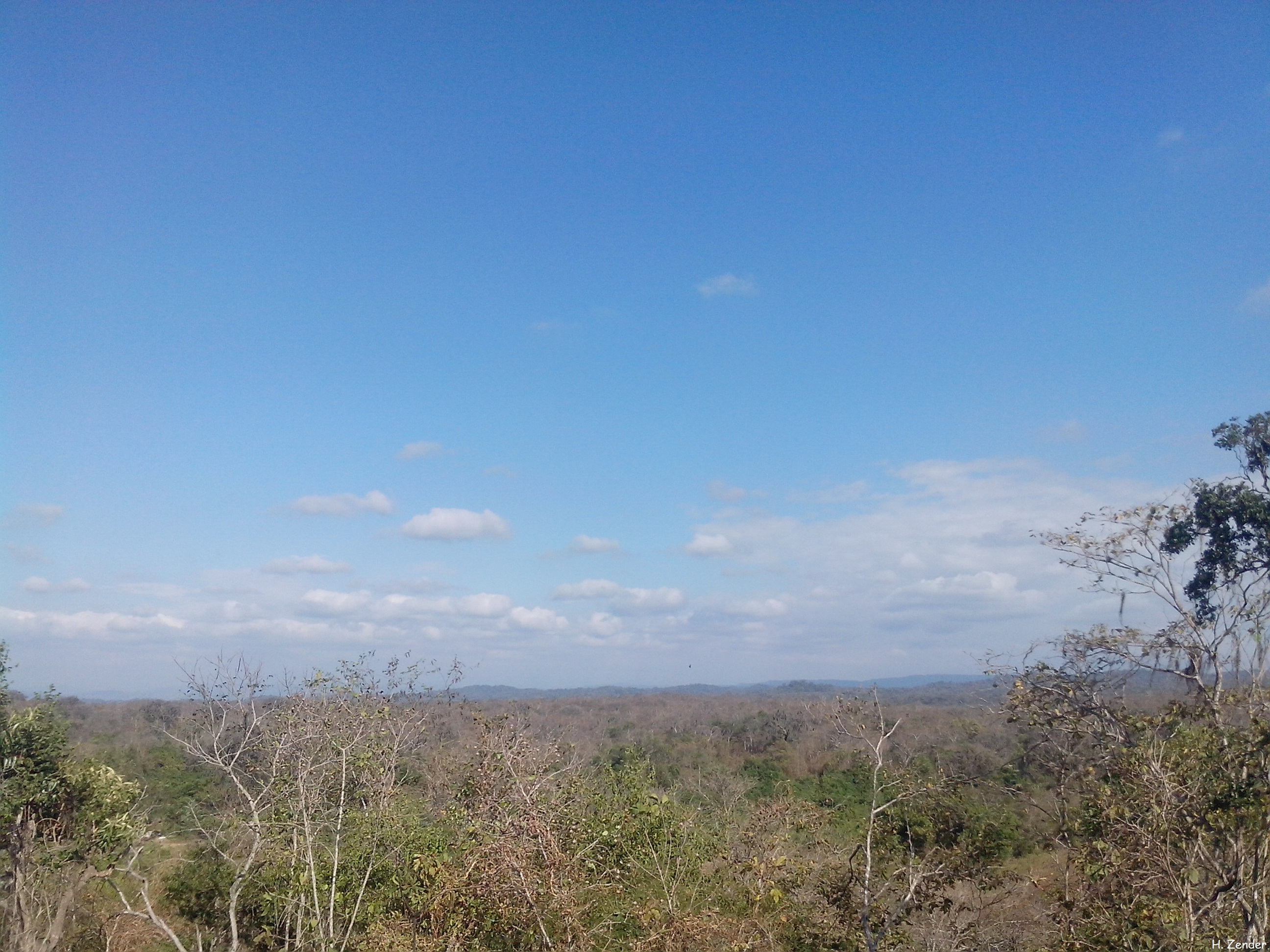
Bosque Seco Ecuatorial Tumbesino

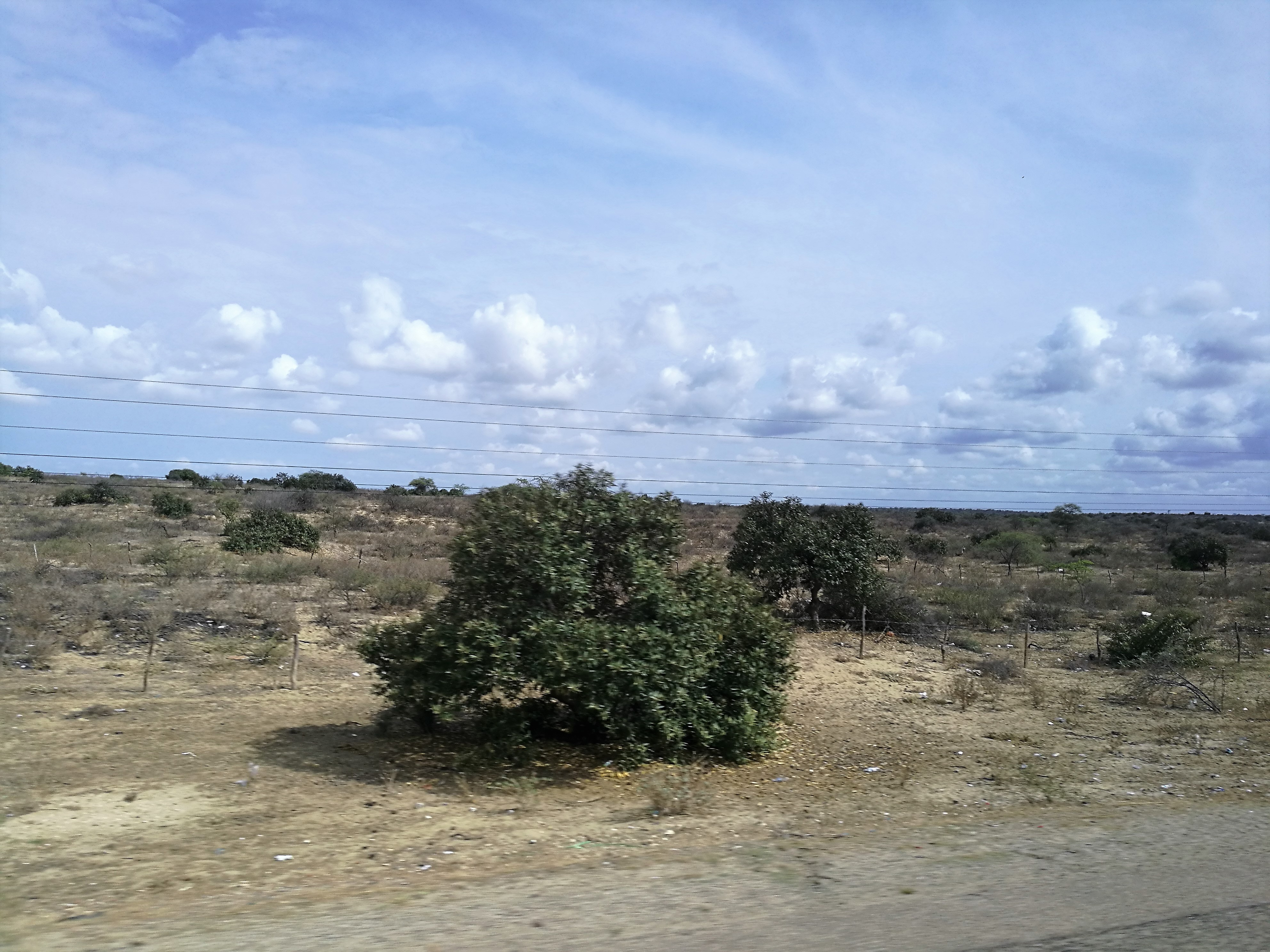
Vista de la provincia de Piura (Bosque seco de Tumbes-Piura).

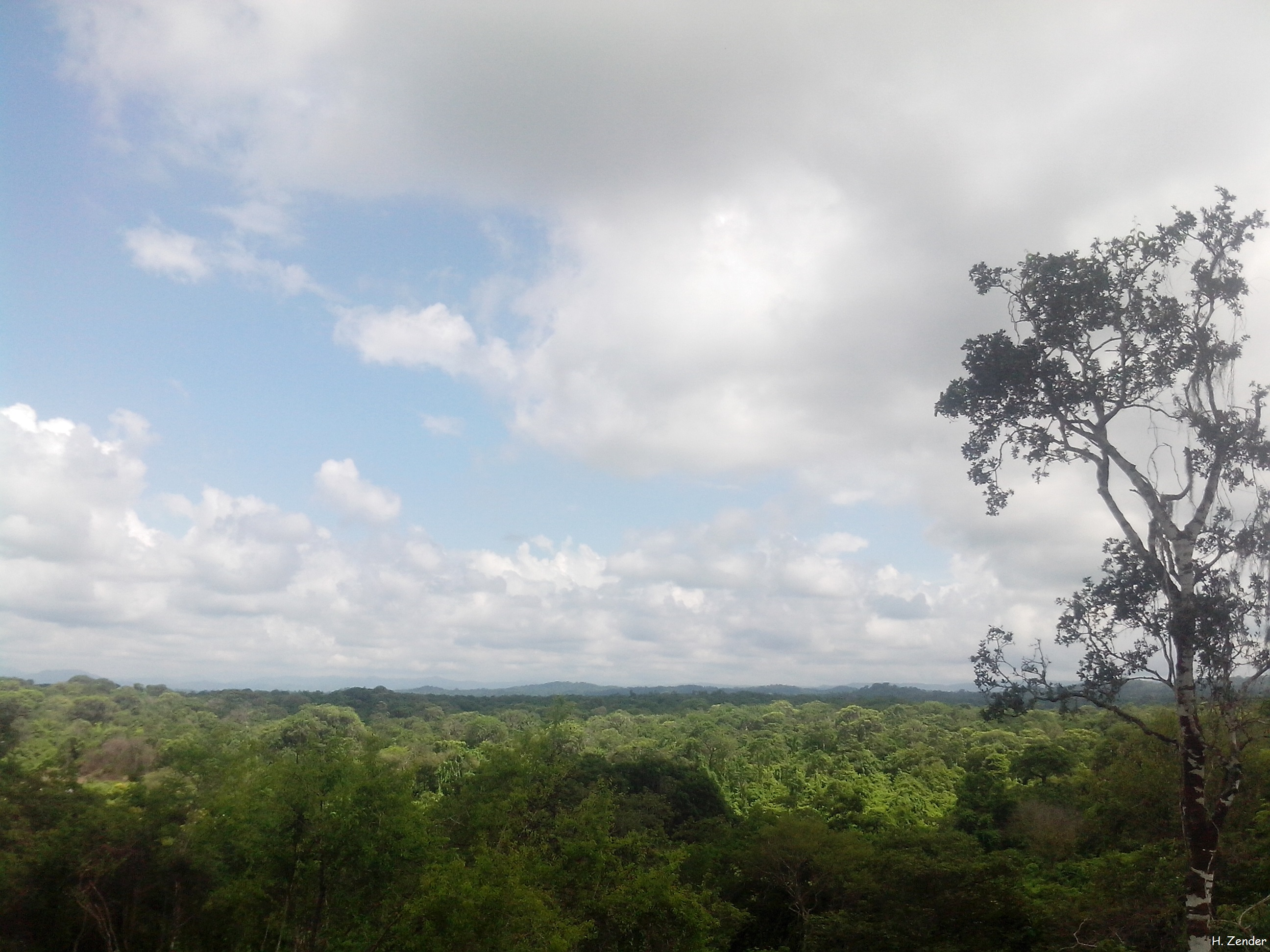
Bosque Seco Ecuatorial Tumbesino

El Bosque seco ecuatorial también llamado Región Tumbesina (o incluso región de Endemismo Tumbesina o bosque seco ecuatorial tumbesino), es una región natural de Perú y Ecuador constituida por ecosistemas de bosque seco tropical, y que está situado en la región costera del Pacífico al sur de la línea ecuatorial. Posee un clima tropical seco con alternancia de estaciones secas con lluvias. 
Según Antonio Brack Egg constituye una de la ecorregiones del Perú, tal como lo reconoce desde 1987 el Instituto Geográfico Nacional del Perú. El clima es cálido y seco. La vegetación incluye algunas especies arbóreas como el algarrobo americano (género Prosopis), ceibo (Ceiba pentandra), el sapote (Capparis scabrida) y otras más.
La fauna está constituida por el oso hormiguero, el zorro, vizcachas, ardillas e iguanas

## Ecorregiones

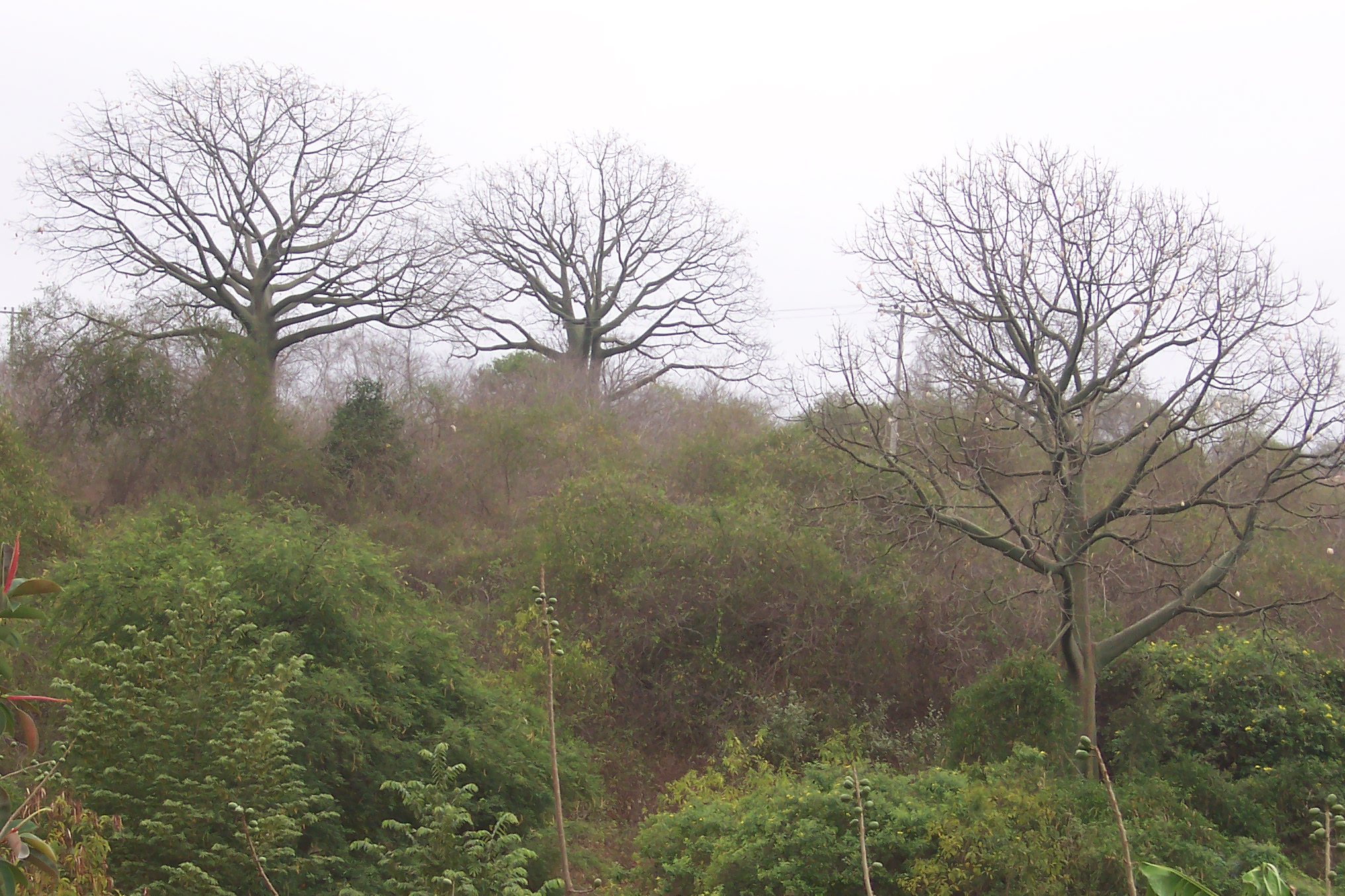
Bosque seco ecuatoriano en la península de Santa Elena.

Se componen en 3 ecorregiones reconocidas por la WWF:
- Bosque seco ecuatoriano: A lo largo de la   Región Litoral de Ecuador y su Cordillera de la Costa, desde la Esmeraldas hasta la Guayas, con precipitaciones que fluctúan los 300 a 1500 mm.
- Bosque seco de Tumbes-Piura: Al norte de la costa del Perú y una parte en Ecuador, con precipitaciones de los 100 mm. a 500 mm.
- Bosque seco del Marañón: Al norte de los Andes peruanos, en especial el valle del gran Marañón, con precipitaciones entre 500 y 1000 mm.

El bosque seco ecuatorial limita con el de Tumbes-Piura a la altura del Golfo de Guayaquil. El bosque seco de Tumbes-Piura limita con el del Marañón por el paso de Porculla (2,100 m s. n. m.), la depresión más baja de los Andes en el Perú.

## Clima
El bosque seco ecuatorial presenta clima cálido durante todo el año, con temperaturas entre los 26 y los 30 °C, y con lluvias relativamente abundantes, de 300 a 1,500 mm. Este bioma pasa por una larga estación seca, durante el invierno astronómico, que dura de cuatro a nueve meses.

## Patrones de Biodiversidad y necesidad de conservación
Las especies suelen tener áreas de distribución más extensas que en la selva húmeda; la mayor parte están restringidas a este bioma, especialmente las plantas; la biodiversidad es alta, pero generalmente menor que en las selvas ombrófilas adyacentes.
La conservación de estos bosques requiere la protección de áreas extensas y continuas para la supervivencia de los grandes depredadores y otros vertebrados, y para proteger a las especies de la caza. La preservación de las selvas ribereñas y de las fuentes de agua son fundamentales para muchas especies. También son necesarias grandes extensiones para posibilitar la recuperación de las especies después de sucesos ocasionales, tales como incendios forestales.

## Enlaces externos

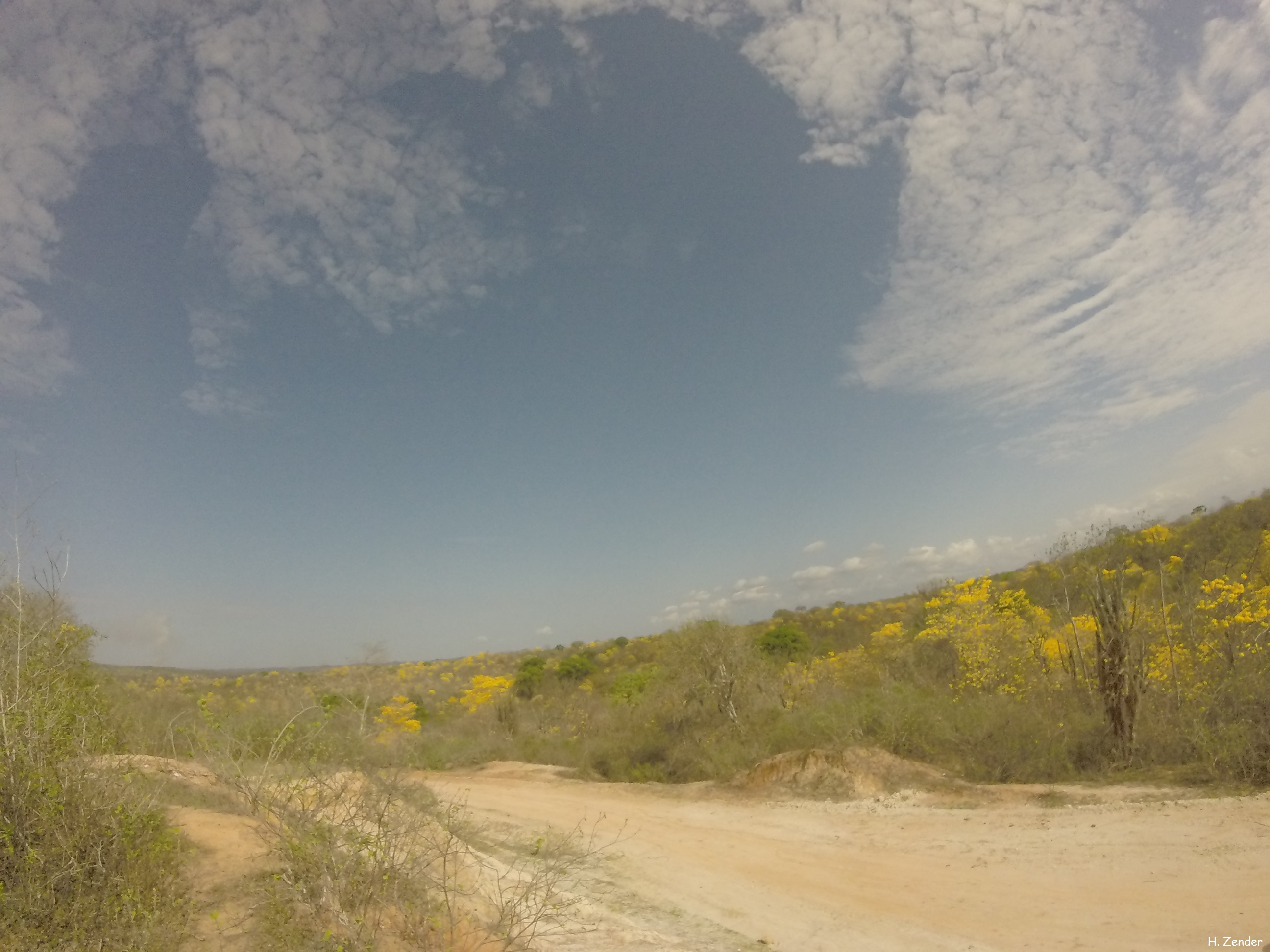
Bosque Seco Ecuatorial Tumbesino